# Zračna luka Šahid Asijae
Zračna luka Šahid Asijae (IATA kod: QMJ, ICAO kod: OIAI) smještena je nedaleko od grada Masdžed-Sulejmana u jugozapadnom dijelu Irana odnosno pokrajini Huzestan. Nalazi se na nadmorskoj visini od 368 m. Zračna luka ima dvije asfaltirane uzletno-sletne staze dužine 1419 i 1800 m, a koristi se za tuzemne letove odnosno vojne svrhe.

## Vanjske poveznice
- (engl.) DAFIF, World Aero Data: OIAI  Arhivirana inačica izvorne stranice od 6. prosinca 2007. (Wayback Machine)
- (engl.) DAFIF, Great Circle Mapper: QMJ